# Instituto Mexicano del Petróleo
El Instituto Mexicano del Petróleo (IMP) es un centro de investigación de México dedicado al área petrolera. Como centro público de investigación descentralizado tiene la misión de realizar investigación, desarrollo tecnológico, innovación, escalamiento de procesos y productos, así como la prestación de servicios tecnológicos orientados a los procesos de exploración, extracción, transformación industrial y comercialización nacional e internacional de sus resultados en el sector hidrocarburos. Tiene la visión de ser un centro público de investigación de clase mundial con personal reconocido, con tecnologías y servicios que contribuyen al desarrollo de la industria petrolera.
El Instituto Mexicano del Petróleo no tiene afiliación alguna con Petróleos Mexicanos (PEMEX), no obstante mantiene una estrecha colaboración con la paraestatal por la afinidad de áreas.

## Directores generales
| Titulares                       | Periodo     |
| ------------------------------- | ----------- |
| Javier Barros Sierra            | 1966        |
| Antonio Dovalí Jaime            | 1966 - 1970 |
| Bruno Mascanzoni Fabri          | 1970 - 1978 |
| Agustín Straffon Arteaga        | 1978 - 1982 |
| José Luis García Luna           | 1982 - 1988 |
| Fernando Manzanilla Sevilla     | 1988 - 1992 |
| Víctor Manuel Alcérreca Sánchez | 1992 - 1995 |
| Francisco Barnés de Castro      | 1995 - 1996 |
| Gustavo Chapela Castañares      | 1996 - 2005 |
| José Antonio Ceballos Soberanis | 2005 - 2006 |
| Heber Cinco Ley                 | 2007 - 2010 |
| José Enrique Villa Rivera       | 2010 - 2011 |
| Efrén Parada Arias              | 2011 - 2012 |
| Vinicio Suro Pérez              | 2012 - 2015 |
| Ernesto Ríos Patrón             | 2015-2019   |
| Marco Antonio Osorio Bonilla    | 2019-2024   |
| Elizabeth Mar Juárez            | 2024-Actual |

## Historia
Como consecuencia de la transformación industrial del país y de la necesidad de incrementar la tecnología relacionada con el desarrollo de las industrias petrolera, petroquímica básica, petroquímica derivada y química, el 23 de agosto de 1965 fue creado el Instituto Mexicano del Petróleo (IMP), por iniciativa del entonces presidente de petróleos mexicanos; Jesús Reyes Heroles.
En el decreto publicado en el Diario Oficial el 26 de agosto de 1965, se establecen como objetivos del IMP:
- La investigación científica básica y aplicada;
- El desarrollo de disciplinas de investigación básica y aplicada;
- La formación de investigadores;
- La difusión de los desarrollos científicos y su aplicación en la técnica petrolera;
- La capacitación de personal obrero que pueda desempeñar labores en el nivel subprofesional, dentro de las industrias petrolera, petroquímica básica, petroquímica derivada y química.

Una vez creado el instituto, se nombró como director a Javier Barros Sierra, quien tomó posesión de su cargo el día 31 de enero de 1966. Definió las ramas de la actividad petrolera de este centro, las cuales eran:
- Ingeniería del petróleo[3]
- Transporte del petróleo[3]
- Distribución de hidrocarburos[3]
- Economía petrolera[3]
- Refinación[3]
- Química del petróleo[3]
- Petroquímica[3]
- Diseño de equipo mecánico petrolífero[3]
- Diseño de maquinaria petrolífera[3]
- Diseño de electrónica petrolífera[3]

El 17 de marzo, de ese mismo año, se inauguró el complejo de sus instalaciones, con 4 edificios destinados para la investigación y administración.
En julio de 1966, Barros Sierra fue nombrado como rector de la Universidad Nacional Autónoma de México, por lo que Antonio Dovalí Jaime ocupó su puesto hasta 1970. Bajo el mandato de Dovalí Jaime se elaboraron diversos planes a largo plazo para explotar reservas petroleras en el Golfo de México, a partir de 1969.
Después, Bruno Mascanzoni se convirtió en director hasta 1978. Fue entonces cuando realizó proyectos mancomunados con empresas extranjeras.
En 1977, el Instituto Mexicano del Petróleo se agrupó al sector industrial, mediante la Secretaría de Patrimonio y Fomento Industrial (actual Secretaría de Energía).

Entre 1978 y 1982, el ingeniero Agustín Straffon fue el director del instituto. En esa época se descubrieron yacimientos en la sonda de Campeche. Junto a petróleos mexicanos se realizó una investigación grande, pues era un área estratégica para la exportación de petróleo crudo.
Entre 1982 y 1988, con José Luis García Luna como director, se inició la descentralización de las actividades del instituto hacia otras zonas del país.
El 29 de abril de 1982 se creó la zona noreste, para impulsar las nuevas tecnologías y ampliar su mercado, sobre todo en Nuevo León y Coahuila.
El ingeniero Femando Manzanilla Sevilla, director del instituto entre los años 1988 y 1992, separó las tareas asignadas a la paraestatal, dando origen así a;
- Pemex exploración y producción
- Pemex refinación
- Pemex Gas y Petroquímica Básica
- Pemex petroquímica

Todas las empresas anteriores contaban con personalidad jurídica y patrimonio propios.
Víctor Manuel Alcérreca Sánchez, director del instituto de 1992 a 1995, impulsó distintas medidas de administración para mejorar la posición financiera del instituto.
A partir del año 1994, la organización estaba estructurada por distintas unidades de negocio, creadas para el fortalecimiento de diversas áreas de investigación, desarrollo tecnológico, ingeniería básica de proceso y servicios técnicos especializados.
Entre 1995 y 1996, el doctor, Francisco Barnés de Castro, impulsó mejoras para el desarrollo de proyectos y recursos humanos.
Durante los años 1996 y 2005, bajo la gestión de Gustavo Chapela Castañares, la institución tenía dos objetivos fundamentales; la construcción de una masa crítica de investigación y el desarrollo de proyectos estratégicos en áreas como yacimientos naturalmente fracturados, transporte de hidrocarburos, procesamiento de crudo Maya, combustibles limpios, aguas profundas, optimización energética, protección ambiental y seguridad industrial.

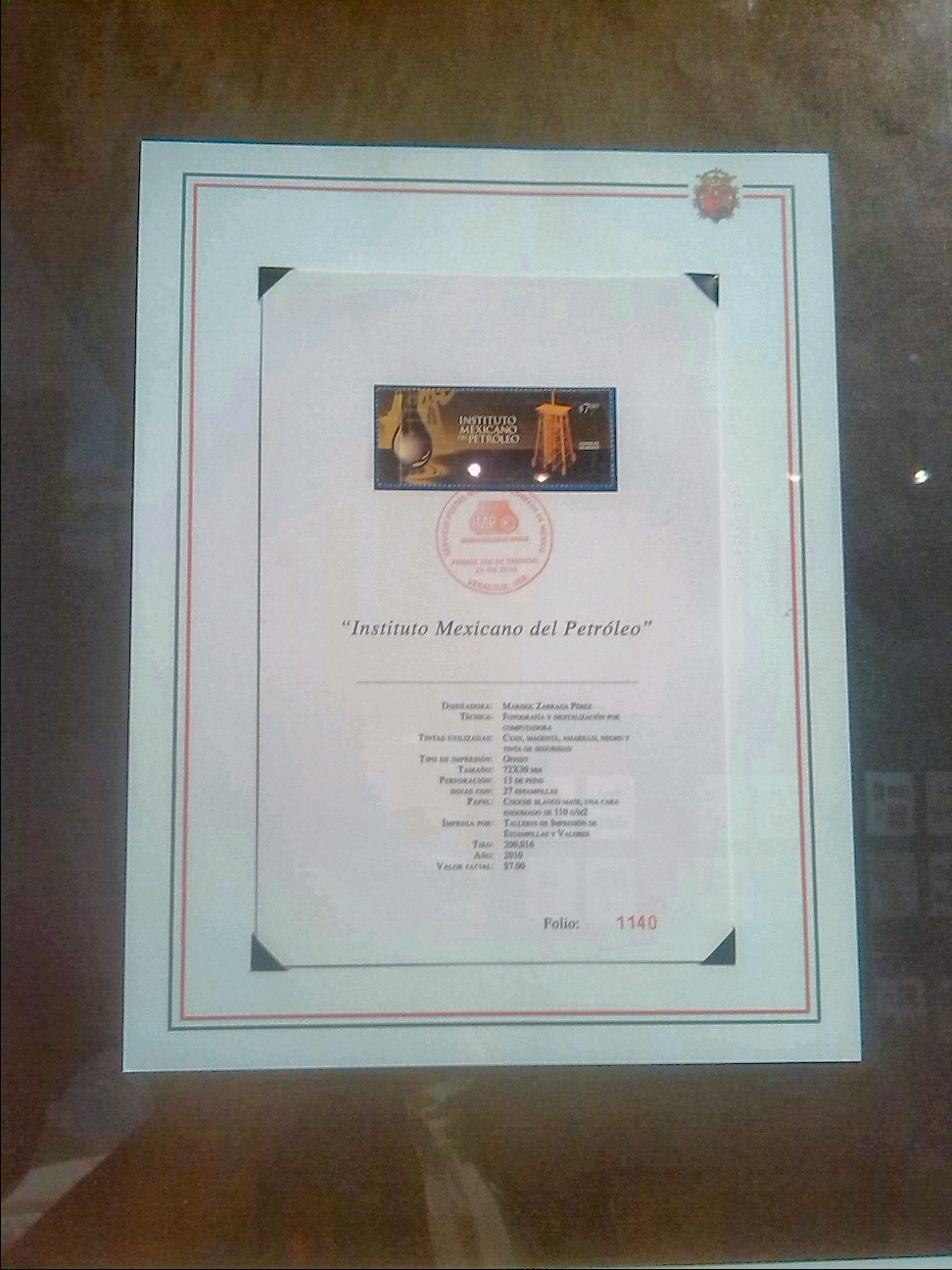
Sello postal dedicado al IMP.

José Antonio Ceballos Soberanis, director del instituto de 2005 a 2006, tuvo como objetivo revalorar los elementos que le dieron origen al instituto del petróleo, retomando su vocación de investigación y desarrollos tecnológicos.
Héber Cinco Ley, director del instituto de 2007 a 2010, reafirmó el compromiso de la institución para seguir siendo un centro de investigación, que genere tecnología propia, dándole valor a Pemex y dándole competitividad en situaciones nacionales e internacionales y tener la industria más grande del país.
El doctor José Enrique Villa Rivera, anterior director general del Instituto Politécnico Nacional, que obtuvo el cargo en el mes de marzo de 2010, inició una transformación para seguir con sus dos principales objetivos: la investigación y los servicios que proporciona a Petróleos Mexicanos, para así recuperar el liderazgo tecnológico y científico del Instituto.
Para marzo de 2011, el Instituto ya era dirigido por su decimotercer director general, el doctor Efrén Parada Arias, quien se comprometió a enfrentar los retos de la institución para apoyar y dar soluciones a la industria petrolera nacional y dar continuidad y profundizar el proceso de cambio institucional ya iniciado. Lo anterior conjuntamente con la comunidad IMP, la cual ha acumulado un gran conocimiento acerca de las operaciones y procesos sustantivos de Pemex, además de que cuenta con el activo más importante en el país en infraestructura especializada.
Durante la administración del doctor Efrén Parada, la institución fue reconocida en diversos ámbitos, tal es el caso del Modelo de Administración por Procesos (MAP), distinguido por la Secretaría de la Función Pública como caso de éxito; así como del registró de calidad que expidió QMI SAI Global, mediante el cual este centro público de investigación se convirtió en la primera institución del sector público certificada en todos sus procesos, tanto los de investigación y operativos como los financieros y administrativos, al cumplir con los requisitos de la norma ISO 9001: 2008.
Vinicio Suro Pérez fungió como Director del Instituto durante el periodo junio de 2012-enero de 2015.
A partir de febrero de 2015, inicia la gestión a cargo del Dr. Ernesto Ríos Patrón. El doctor Ríos Patrón es ingeniero químico egresado de la Facultad de Química de la Universidad Nacional Autónoma de México (UNAM); cuenta con maestría y doctorado en Ingeniería Química, ambos grados por la University of Illinois at Urbana-Champaign. De 2002 a 2010 colaboró en el IMP, en donde ocupó diversos cargos, fue Gerente de Planeación Estratégica (2002-2004); Coordinador Operativo de Proyectos (2004-2005) y Director Corporativo de Planeación y Desarrollo Institucional (2005-2010).
En 2019, Marco Antonio Osorio Bonilla fue designado por el presidente Andrés Manuel López Obrador, como nuevo director general del Instituto Mexicano del Petróleo (IMP). Ha ocupado diversos puestos directivos en el Instituto Mexicano del Petróleo; como director de Tecnología del Producto, encargado de la Dirección Regional Centro, de junio de 2013 a la fecha y Gerente de Atención a Clientes en las áreas de Proceso, Ingeniería de Proyecto, Proceso y Catalizadores, de noviembre de 2002 a junio de 2013.
Como Gerente de Servicios de Ingeniería y Procesos en el desarrollo de proyectos y servicios de alto contenido tecnológico en gran parte de la cadena de valor de la industria petrolera, especialmente en el área de refinación, en proyectos de modernización y reconfiguración de las refinerías de PEMEX, estudios de optimización global y eficiencia energética, administración global de proyectos y en el área de exploración y producción en el diseño de instalaciones terrestres y marinas.
Forma parte del Consejo de Dirección de la compañía internacional HTRI (Heat Transfer Research Institute), compañía líder en el mundo en tecnología de transferencia de calor.
Cuenta con los derechos de autor del Programa de propósitos múltiples para la evaluación, diseño, optimización y seguimiento operativo de redes de transferencia de calor “SIMRIC”, México. 1999.
Es egresado de la Escuela Superior de Ingeniería Química e Industrias Extractivas del Instituto Politécnico Nacional y cuenta con diplomados en Administración de Proyectos por la Universidad Nacional Autónoma de México y en Cogeneración por el Colegio Universitario México.

## Ramas de investigación
Las líneas de investigación del Instituto Mexicano del Petróleo se dividen en tres áreas principales: (a) Transformación de hidrocarburos, (b) Exploración y producción y (c) Tecnología de producto.